# تئاتر کاک‌پیت

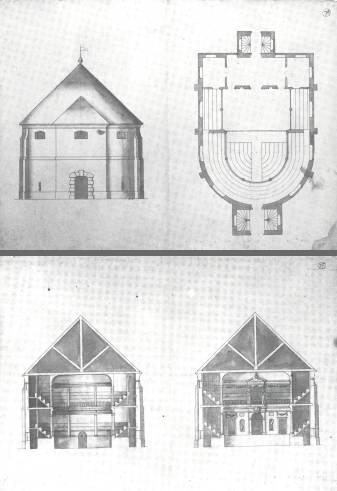
این برنامه‌ها، که در ابتدا تصور می‌شد توسط اینیگو جونز رسم شده باشند اما در حال حاضر به شاگردش جان وب نسبت داده می‌شوند، احتمالاً برنامه‌های تئاتر کاک‌پیت بوده‌است. در ابتدا تصور می‌شد که این نقاشی‌ها از تئاتر بلک‌فرایرز باشند.

تئاتر کاک‌پیت (به انگلیسی: Cockpit Theatre) تئاتری در لندن بود که از ۱۶۱۶ تا حدود ۱۶۶۵ فعالیت داشت. این اولین تالاری بود که در نزدیکی دروری لین بنا شده بود. این تئاتر پس از خسارت در ۱۶۱۷، به فینیکس نامگذاری شد.
تعریف واژهٔ «Cockpit» (کاک‌پیت) در اینجا با «کابین خلبان» تفاوت دارد. در انگلیسی این واژه از دو واژهٔ «Cock» (خروس) و «Pit» (حفره، گودال) ساخته شده‌است و به مکانی اشاره می‌کند که در آن جنگ خروس‌ها انجام می‌شد. ساختمان اصلی این تئاتر در همچنان مکانی قرار داشت و ساختمانی گرد با سقف بلند با قطری حدود ۴۰ فوت (۱۲ متر) بود که تحت امر هنری هشتم حدود ۱۵۳۰–۱۵۳۲ به عنوان بخشی از یک کامپلکس بازی ساخته شده بود. سوابق نشان دهندهٔ یک ترمیم عمده در ۱۵۸۱–۱۵۸۲ و بازسازی در ۱۵۸۹–۱۵۹۰، ۱۶۰۲–۱۶۰۳ و ۱۶۰۸–۱۶۰۹ (دومی تحت نظارت جان بست، «کاک‌مستر» به هنری فردریک شاهزاده ولز پادشاه جیمز اول پسر ارشد و وارث).

## یادداشت
1. ↑  The Phoenix
2. ↑  Cockmaster